# Jan Ceulemans
Jan Ceulemans (n. 28 februarie 1957, Lier, Belgia) este un fost fotbalist belgian care a jucat ca mijlocaș.
Este cel mai selecționat jucător la echipa națională cu 96 de apariții. Cel mai mult timp la reprezentativa Belgiei, a jucat sub conducerea lui Guy Thys. Atunci Belgia a obținut cele mai bune rezultate, ajungând în finala Campionatului European din 1980 și obținând locul patru la Campionatul Mondial din 1986.